# Moenchia erecta subsp. octandra
Moenchia erecta subsp. octandra é uma subespécie de planta com flor pertencente à família Caryophyllaceae. 
A autoridade científica da subespécie é (Ziz ex Mert. & Koch) Gürke ex Cout., tendo sido publicada em Fl. Portugal 211 (1913).

## Portugal
Trata-se de uma subespécie presente no território português, nomeadamente em Portugal Continental.
Em termos de naturalidade é nativa da região atrás indicada.

## Protecção
Não se encontra protegida por legislação portuguesa ou da Comunidade Europeia.